# Monomma klugii
Monomma klugii là một loài bọ cánh cứng trong họ Zopheridae. Loài này được Guérin miêu tả khoa học năm 1844.